# Jurij Kidjajev
Jurij Konstantinovič Kidjajev, sovjetski rokometaš, * 28. februar 1955.
Leta 1976 je na poletnih olimpijskih igrah v Montrealu v sestavi sovjetske rokometne reprezentance osvojil zlato olimpijsko medaljo in na naslednjih igrah še srebrno olimpijsko medaljo.